# Teatro San Bartolomeo
Le San Bartolomeo était un théâtre d'opéra napolitain, en activité principalement au XVIIe siècle et au XVIIIe siècle; avant la construction du San Carlo, en 1737, il était le principal théâtre de la ville.
Il a été édifié vers 1620 près de l'église de San Bartolomeo.
Après l'arrêt de son activité, il a été reconverti en église.

## Premières mondiales
- Il trionfo de Camilla regina de Volsci de Giovanni Bononcini (1696)
- Aiace de Francesco Gasparini (1697)
- La caduta de' Decemviri d'Alessandro Scarlatti (1700)
- Tito Manlio de Luigi Mancia (1698)
- Il prigioniero fortunato d'Alessandro Scarlatti (1700)
- Partenope de Luigi Mancia (1699)
- Cesare in Alessandria de Antonio Vincenzo Aldrovandini (1699)
- L'Eraclea d'Alessandro Scarlatti (1700)
- Ariovisto de Francesco Mancini (1702)
- Silla de Francesco Mancini (1703)
- La costanza nell’honore de Francesco Mancini (1704)
- L'odio e l'amore de Antonio Vincenzo Aldrovandini (1704)
- Gli amanti generosi de Francesco Mancini (1705)
- L'incoronazione de Dario de Antonio Vincenzo Aldrovandini (1705)
- La serva favorita de Francesco Mancini (1705)
- Il più fedel tra vassalli de Antonio Vincenzo Aldrovandini (1705)
- Alessandro il grande in Sidone de Francesco Mancini (1706)
- Artaserse de Francesco Mancini (1708)
- Il Maurizio de Antonio Orefice (1708)
- Bellina e Lenno de Antonio Orefice (1708)
- Astarto de Nicola Fago (1709)
- Mario fuggitivo de Francesco Mancini (1710)
- La pastorella al soglio de Antonio Orefice (1710)
- Velasco e Drusilla de Antonio Orefice (1710)
- Abdolomino de Giovanni Bononcini et Francesco Mancini (1711)
- Selim re d'Ormuz de Francesco Mancini (1712)
- La vittoria dell'amor coniugale de Carmine Giordani (1712)
- Agrippina de Francesco Mancini (1713)
- L’amor tirannico ossia Zenobia de Francesco Feo (1713)
- Il gran Mogol de Francesco Mancini (1713)
- La Caligula delirante de Antonio Orefice (1713)
- Il Pisistrato de Leonardo Leo (1714)
- Il Vincislao de Francesco Mancini (1714)
- Tigrane d'Alessandro Scarlatti (1715)
- I veri amici de Antonio Maria Bononcini (1715)
- Carlo re d'Allemagna d'Alessandro Scarlatti (1716)
- Il gran Cid de Francesco Gasparini (1717)
- Lucio Papirio de Giuseppe Maria Orlandini (1717)
- Il Cambise d'Alessandro Scarlatti (1719)
- Teuzzone de Francesco Feo (1720)
- La fortezza al cimento de Francesco Mancini (1721)
- Endimione de Antonio Maria Bononcini (1721)
- Arianna e Teseo de Leonardo Leo (1721)
- Il Trajano de Francesco Mancini (1723)
- Siface, re de Numidia de Francesco Feo (1723)
- Turno Aricino de Leonardo Leo (1724)
- Didone abbandonata de Pietro Metastasio (1724)
- Zenobia in Palmira de Leonardo Leo (1725)
- Il Sesostrate de Johann Adolf Hasse (1726)
- Miride e Damari de Johann Adolf Hasse (1726)
- L'Astarto de Johann Adolf Hasse (1726)
- Larinda e Vanesio de Johann Adolf Hasse (1726)
- Gerone tiranno de Siracusa de Johann Adolf Hasse (1727)
- Attalo, re de Bitinia de Johann Adolf Hasse (1728)
- Carlotta e Pantaleone de Johann Adolf Hasse (1728)
- Scintilla e Don Tabarano de Johann Adolf Hasse (1728)
- L'Ulderica de Johann Adolf Hasse (1729)
- Merlina e Galoppo de Johann Adolf Hasse (1729)
- Il Tamese [Arsilda regina de Ponto] de Francesco Feo (1729)
- Tigrane de Johann Adolf Hasse (1729)
- Dorilla e Balanzone de Johann Adolf Hasse (1729)
- Ezio de Johann Adolf Hasse (1730)
- Lucilla e Pandolfo de Johann Adolf Hasse (1730)
- Semiramide riconosciuta de Francesco Araja (1731)
- Salustia de Giovanni Battista Pergolesi (1732)
- Nibbio e Nerina de Giovanni Battista Pergolesi (1732)
- Issipile de Johann Adolf Hasse (1732)
- Il Demetrio de Leonardo Leo (1732)
- Mitocri, regina d'Egitto de Leonardo Leo (1733)
- Il prigioniero superbo de Giovanni Battista Pergolesi (1733)
- La serva padrona de Giovanni Battista Pergolesi (1733)
- L'umiltà esaltata de Tomaso Albinoni (1734)
- Il castello d'Atlante de Leonardo Leo (1734)
- Adriano in Siria de Giovanni Battista Pergolesi (1734)
- Livietta e Tracollo (La contadina astuta) de Giovanni Battista Pergolesi (1734)
- Cajo Marzio Coriolano de Nicola Conti (1734)
- Demofoonte de Leonardo Leo (1735)
- Emira de Leonardo Leo (1735)
- Lucio Papirio de Leonardo Leo (1735)
- Farnace de Leonardo Leo (1736)